# Miguel Mañara (misterium)
Miguel Mañara – misterium Oskara Miłosza z 1912 roku w sześciu obrazach.

## Okoliczności powstania utworu
Powstanie sztuki wiąże się z okresem poszukiwań religijnych jej autora, która po latach doprowadziła Miłosza do katolicyzmu, i jest kolejnym po Miłosnym wtajemniczeniu utworem, w którym autor podejmuje ten sam temat – historię poszukiwania, poprzez miłość do kobiet, miłości większej. Za temat misterium posłużyła Miłoszowi wersja historii don Juana, osnuta na faktach z życia Miguela Mañary, hiszpańskiego szlachcica, który swoje życie poświęcił służbie ubogim, a który w napisanym przed śmiercią testamencie oskarżał się o najgorsze niegodziwości. Jego spowiedź dała autorom romantycznym (P. Mérimée, A. Dumas) asumpt do rozwinięcia legendy don Juana w opowieść o człowieku, który jak grzesznie żył, tak gruntownie się potem nawrócił.
Miguel Mañara ukazał się po raz pierwszy we wrześniowym i październikowym numerze La Nouvelle Revue Française w 1912 roku, a jako książka w roku następnym. Pierwotnie sztuka była napisana wierszem wolnym. W wydaniu Grasseta z 1935 roku Miłosz zrezygnował z formy wiersza, stąd późniejsze wydania sprawiają wrażenie, że sztuka została napisana prozą. Autor twierdził, że dokonał zmiany, bo irytowało go nazywanie jego wiersza claudelowskim.
Utwór miał premierę w teatrze Vieux-Colombier w czasie I wojny światowej, w późniejszym okresie był najczęściej czytany z podziałem na głosy na wieczorach zamkniętych, między innymi u belgijskich benedyktynów.

## Osoby
| Osoba                                | Jej rola w dramacie                                               |
| ------------------------------------ | ----------------------------------------------------------------- |
| Don Miguel Mañara Vicentelo de Leca  | historyczny don Juan, zwany przez romantyków don Juanem de Marana |
| Don Fernand                          | stary żołnierz, przyjaciel ojca Mañary                            |
| Don Jamie                            | przyjaciel Mañary                                                 |
| Don Alphpnse                         | przyjaciel Mañary                                                 |
| Opat konwentu Miłosierdzia w Sewilli |                                                                   |
| Johannès Melendez                    | żebrak, paralityk                                                 |
| Girolama Carillo de Mendoza          | żona Mañary                                                       |
| Cień                                 |                                                                   |
| Duchy Ziemi                          |                                                                   |
| Duch Nieba                           |                                                                   |

## Treść

### Obraz I
Pałac don Jaime'a – Towarzysze Mañary wysławiają w nim największego wolnomyśliciela i bluźniercę Sewilli, wypytują go też o liczbę podbojów miłosnych wśród szlachcianek i mieszczek, która jak się okazuje przekroczyła setkę. Miguel czuje wewnętrzną pustkę i bezbrzeżną nudę, z której chciałby się jakoś wyzwolić, co jego towarzysze uznają za jeszcze jedną jego pozę. Don Fernand, stary żołnierz i przyjaciel ojca Mañary, wyrzuca mu jego bydlęce i bezpożyteczne życie. Proponuje mu, by postarał się nawiązać znajomość z Girolamą Carillo, która opiekuje się niewidomym ojcem don Carillo de Mendozą, dziewczyną niewinną i dobrą, przy boku której mógłby się ustatkować, założywszy rodzinę. Przed Miguelem staje Cień jego dawnego życia, który drwi z niego i go judzi.

### Obraz II

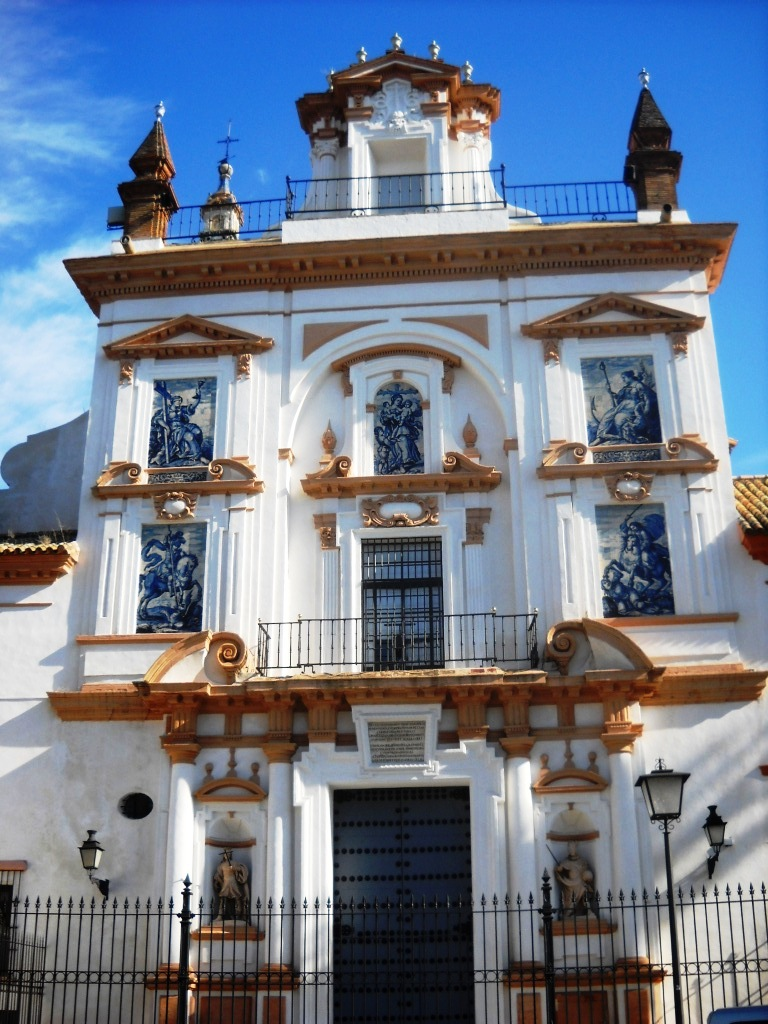
Kościół św. Jerzego przy szpitalu Miłosierdzia. Sewilla

Ogród don Carillo – Girolama chwali swoje proste życie u boku ojcaː przechadzki po ogrodzie, wspólną lekturę wieczorami. Mañara współczuje jej, że tak mało doświadcza przyjemności w życiu, po czym zwierza się jej ze swego smutku. Girolama jest zdania, że kobiety, które dawały mu się uwodzić, wiedziały co robią, a on żadnej z nich nie przysięgał na wieki. Oświadcza, że zupełnie się go nie boi. Czuje się jego siostrą i widzi przemianę, jaka w nim zaszła od czasu ich spotkania przed trzema miesiącami. Miguel czuje się jak człowiek chory, który żył w ciemnej sztolni, a teraz budzi się w domu pełnym światła i ludzkiego ciepła. Ma świadomość, że to światło wniosła w jego życie Girolama i prosi o jej rękę. Girolama przyrzeka mu miłość przed Bogiem.

### Obraz III
Komnata w pałacu Mañary (3 miesiące później) – Trzy duchy ziemskie, które spełniają obrządki około pogrzebowe, wzywają Mañarę, by pogrzebał zmarłą żonę i podjął się pracy, która jest sensem ludzkiego życia. Mañara pogrąża się w żalu po zmarłej. Budzi go Duch niebieski i wzywa, by otworzył uszy do słuchania. Pod oknami przechodzi procesja, jej uczestnicy śpiewają pieśń o ofierze Syna Bożego.

### Obraz IV
Rozmównica klasztoru Miłosierdzia – Mañara prosi opata o przyjęcie do zakonu. Wyznaje popełnione przez siebie zło. Mnich przerywa mu i ostrzega, by się nie pogrążał w bólu i rozpamiętywaniu swych grzechów, ponieważ życie w celi jest długie, wymagające i odziera człowieka z każdego pozoru. Mañara zapewnia, że nie chce żyć przeszłością. Opat odchodzi, wydać stosowne polecenia, a Mañara wyznaje Bogu, że nie wie czy On istnieje, ale jest pewny, że Go kocha.

### Obraz V

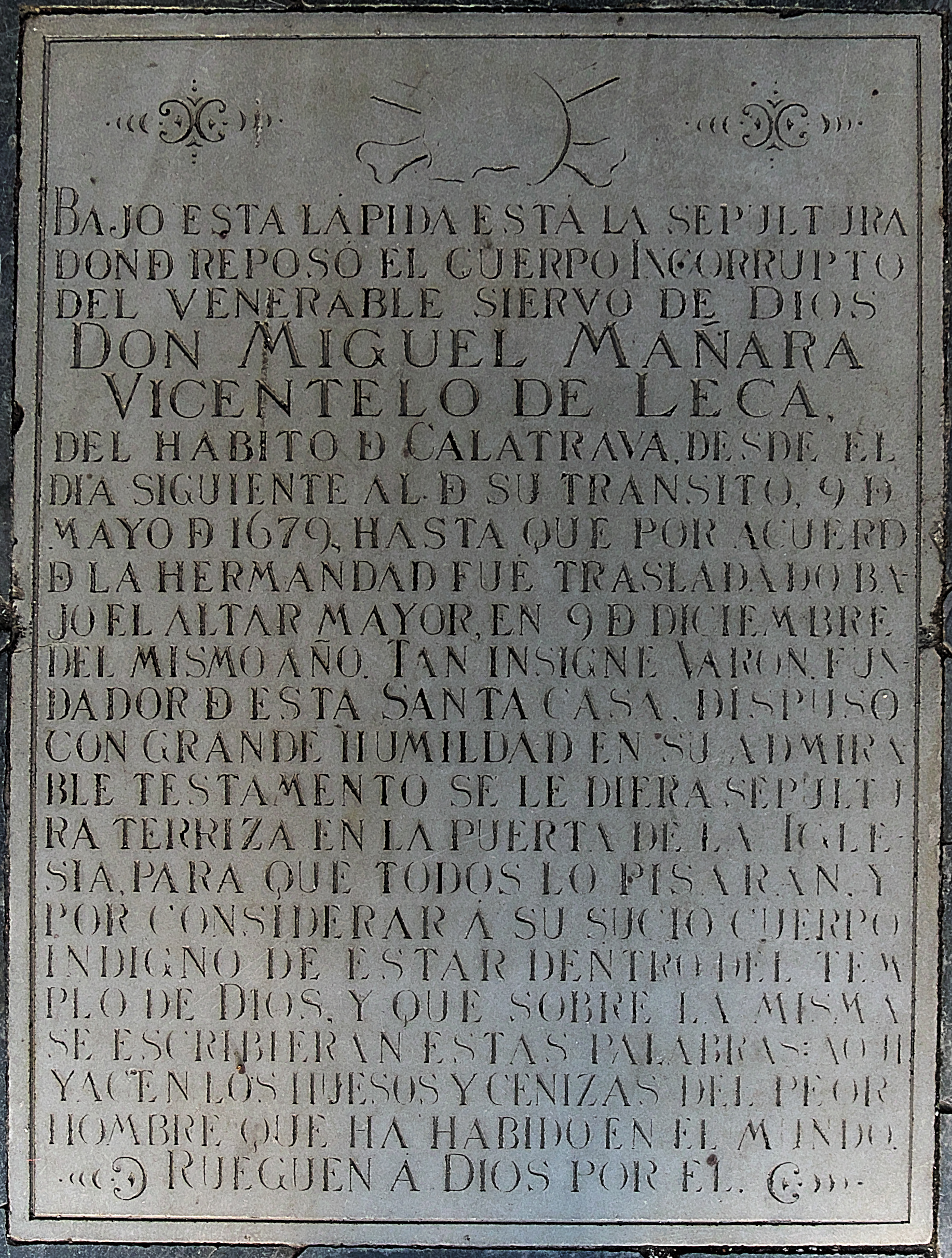
Płyta nagrobna Miguela Mañary w kościele świętego Jerzego

Przed kościołem Miłosierdzia (św. Jerzego) – Zakonnicy rozmawiają o kazaniu ojca Miguela, który w sposób niezwykle prosty potrafi przekazywać słuchaczom bardzo trudne prawdy. Przed kościołem pojawia się żebrak o kulach, Johannès Melendez. Ojciec Miguel broni go przed tłumem. Żebrak jest synem złodzieja i prostytutki. Za kradzież w celu utrzymania rodziny trafił na galery, a teraz kiedy utracił władzę w nogach, został wyrzucony. Ojciec Miguel pyta kim jest dla niego Bóg. Żebrak odpowiada, że miłością. Ojciec Miguel modli się nad nim i każe mu odrzucić kule. Johannès Melendez staje na nogach o własnych siłach.

### Obraz VI
Ojciec Miguel modli się do Boga, dziękując Mu, że swoim Miłosierdziem zakrył wszystkie jego błędy. Duch Ziemi upomina się o niego, uważa, że na mocy jego przeszłości Mañara należy do niego. Kusi go i łudzi ziemskim pięknem. Ojciec Miguel wzywa Bożej pomocy modląc się psalmami i umiera. Ogrodnik klasztorny modli się nad jego ciałem prostymi słowami.

## Analiza
Miguel Mañara, bohater utworu Miłosza, poszukuje, jak sam mówiː miłości olbrzymiej, ciemnej i słodkiej. Jego wędrówce od kobiety do kobiety towarzyszy ciągła nadzieja i rozczarowanie. Siła duchowa Mañary, jego wrażliwość jest tak ogromna, że nie znajduje istoty, która by potrafiła na nią odpowiedzieć. Kiedy umiera jedyna kobieta, którą pokochał, która potrafiła ogarnąć go swą słabością i dobrocią, bohater już wie co go czeka. Jego życie znajdzie wypełnienie w innej miłości, wolnej od więzów ciała, w miłości Boga. Zagadnienie miłości jest kluczowe w całej twórczości Miłosza. Słowu miłość – pisze Miłosz – niewiedza i gruboskórność epok, jakie dzielą nas od średniowiecza, nadały niejedno znaczenie dziecinne albo niegodne i nawet najmniej błądzące umysły tych straszliwych czasów, czasów ekspiacji, w których mamy nieszczęście żyć, zdają się nie chcieć w nim wyrazić niczego poza pożądaniem, rozkoszą czy ciekawością. To w miłości wypełnia się los człowieka. To jedyny jego cel i zarazem jedyne prawdziwe miejsce pojednania. Miguel Mañara jest poematem o miłości, jednak nie miłości opisywanej w romansach, ale o surowym i głębokim pragnieniu nawróconych grzeszników.

## Miguel Mañaraw Polsce
Przekładu Miguela Mañary na język polski dokonała, mieszkająca wówczas w Paryżu, bliska przyjaciółka poety, Bronisława Ostrowska. Pracę nad przekładem rozpoczęła najprawdopodobniej zimą 1912/1913 roku, a ukończyła przed latem 1914 roku, jako że przygotowywała wydanie przekładu dramatu oraz wierszy Miłosza, ale stanął jej na przeszkodzie wybuch wojny. W 1919 roku jej tłumaczenie ukazało się drukiem w Poznaniu, nakładem związanego z poetką wydawnictwa Ostoja. Tomik nosił tytułː Oskar W. Miłosz. Wybór poezji, przełożonych z upoważnienia autora przez Bronisławę Ostrowską i liczył sobie 65 stron dużego formatu. Jak napisał Czesław Miłosz, przekład ten był wysoko ceniony, m.in. przez Juliusza Osterwę.